# Sinoxylon perforans
Sinoxylon perforans is een keversoort uit de familie boorkevers (Bostrichidae). De wetenschappelijke naam van de soort is voor het eerst geldig gepubliceerd in 1789 door Schrank.